# تخطيط صدى الثدي
تخطيط صدى الثدي أو التخطيط التصواتي للثدي هي تقنية تصوير تشخيصي طبية تستخدم الموجات فوق الصوتية الطبية لتصوير الثدي. يمكن إجراؤه إما لأغراض التشخيص أو الكشف وقد يرافق ذلك تصوير الثدي بالأشعة السينية. قد تكون الموجات فوق الصوتية للثدي مفيدة للنساء الأصغر سنًا على وجه الخصوص اللاتي لديهن أنسجة ليفية أكثر كثافة بالثدي والتي قد تجعل تصوير الثدي بالأشعة أكثر صعوبة في التفسير.
تخطيط صدى الثدي الكامل الآلي (AWBU) هي تقنية تنتج صورًا حجمية للثدي وتكاد تكون مستقلة عن مهارة المشغل. تستخدم الموجات فوق الصوتية عالية التردد للمساعدة في إجراء تقييم تشخيصي للقنوات اللبنية (تخيط صدى القنوات) وإظهار القنوات المتوسعة والكتل داخل القناة. التصوير الشعاعي للقنوات اللبنية [الإنجليزية] هي تقنية أخرى يمكن استخدامها لتصور نظام القنوات اللبنية وتسمح بتصور منطقة أوسع.
تخطيط المرونة [الإنجليزية] هو نوع من تخطيط الصدى الذي يقيس تصلب الأنسجة ويمكن استخدامه للكشف عن الأورام. يُستخدم تخطيط صدى الثدي لإجراء خزعة بإبرة رفيعة أيضًا وشفط إبرة دقيقة من التهاب الثدي موجهة بتخطيط صدى الثدي.
قد تفضل النساء تخطيط صدى الثدي لأنه إجراء غير مؤلم ولا ينطوي على الانزعاج من ضغط الثدي الموجود في تصوير الثدي الشعاعي.